# Правило «метаболізм і розміри особин»
При незмінному енергетичному потоці в харчовій мережі (або ланцюзі) діє правило «метаболізм і розміри особин» (правило  Ю. Одума): більш дрібні наземні організми з високим питомим метаболізмом створюють відносно меншу  біомасу, ніж великі, оскільки в порівнянні з останніми, більш значна частина їх  енергії йде на підтримку  обміну речовин, а у теплокровних — і постійної температури тіла. Правило американського еколога Ю. Одума зазвичай не реалізується у водних біоценозах, оскільки дрібні водні організми значною мірою підтримують свій обмін речовин за рахунок зовнішньої енергії безпосередньо навколишнього їхнього середовища.
Через антропогенне порушення природного середовища і знищення великих дерев, травоїдних тварин і хижаків відбувається поступове здрібніння фауни і флори. Згідно з правилом Ю. Одума це неминуче призводить до загального зниження відносної  продуктивності організмів і термодинамічного розладу в угрупованнях і біоценозах.